# Citroën Typ C
Der Citroën Typ C war ein Kleinwagen, entworfen von Edmond Moyet, von dem der französische Hersteller Citroën zwischen 1922 und 1926 fast 83.000 Einheiten produzierte. In Frankreich als Citroën 5 HP oder 5 CV und in Großbritannien als 7,5 HP bekannt, war es das zweite Modell, das von André Citroën vermarktet wurde. Es war auch das erste in Serie hergestellte Auto, das dem 10 HP Typ A (Juni 1919) folgte, der durch den 10 HP B2 (Juni 1921) ersetzt wurde; es waren die ersten europäischen Serienautos. Die erste Farbe, in der es geliefert wurde, war Gelb (ein helles „Grapefruit-Gelb“), was ihm den ersten Spitznamen „petit Citron“ (kleine Zitrone) einbrachte. Die Spitznamen „Cul de poule“ (Hühnerpo) oder „Bootsheck-Citroën“ bezogen sich auf das spitz zulaufende Heck der Karosserie und „Trefle“ (Kleeblatt) auf die Form der dreisitzigen Version.

## Geschichte

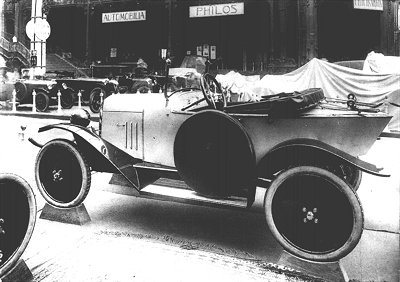
Pariser Autosalon (Oktober 1921)

Die französische Regierung ermutigte die Autohersteller durch Steuervorteile, in Cyclecars zu investieren. André Citroën hingegen sah einen Markt für größere Fahrzeuge. Der 5 HP war der erste Kleinwagen von Citroën, dem der etwas größere Typ A voranging. Trotz seiner Ähnlichkeit mit dem von Jules Salomon entworfenen Typ A war der 5 HP das Werk des Ingenieurs Edmond Moyet, der einige Monate zuvor ein sehr ähnliches Fahrzeug für Amilcar hergestellt hatte, den „CC“. Das Genie von André Citroën war es, dieses Auto einem weiblichen Publikum vorzustellen, was zu jener Zeit sehr ungewöhnlich war. Alle 5-HP-Werbeunterlagen stellten das von einer jungen Frau gefahrene Auto dar. Mit dem 5 HP verband sich Citroën mit der Massenmobilität. Dies wird dadurch unterstrichen, dass der 5 HP dank einer von André Citroën gegründeten Verbraucherkreditgesellschaft auch auf Raten gekauft werden konnte, eine damals neue Methode. Nach einem langsamen Start im Jahr 1922 war der Erfolg so groß, dass der Typ C ab 1924 fast die Hälfte der Verkäufe von Citroën ausmachte und zu einem der ersten europäischen Volksautos wurde. 
1922 lag der Verkaufspreis des 5 HP „Torpedo“ (8.500 FR) bei etwa 60 % des Verkaufspreises des 10 HP (13.900 FR). Der ursprüngliche Handelsname 5 HP wurde 1925 zu 5 CV, weil sich die steuerliche Einstufung von HP (Horse Power) zu CV (Cheval Vapeur) änderte.
Zwischen 1919 und 1925 wurde ein Netz von 5000 Agenten aufgebaut. Exklusive Tochtergesellschaften und Händler waren in der ganzen Welt angesiedelt: Großbritannien, Italien, Japan, Spanien, Belgien, Nordafrika, Australien, Südamerika usw. Ab 1925 wurden Fabriken in Spanien, Italien, Polen, Algerien, Belgien und England gebaut, um Zollabgaben auf importierte Produkte zu vermeiden (zum Beispiel: Mac Kenna-Steuern in England). Der im Mai 1922 eingeführte „Torpedo“ war zweisitzig und ab 1923 auch in einer luxuriöseren „Cabriolet“-Version erhältlich. Im Jahr 1924 wurde eine dreisitzige Version des „Torpedo“ eingeführt, zunächst mit einem „Klappsitz“, dann mit zwei Sitzen vorne und einem hinten, die den Spitznamen „Kleeblatt“ erhielt.
Der Opel 4 PS ist ein Plagiat des Typ C. Vorwürfe des geistigen Diebstahls wurden mit dem Verweis auf den unterschiedlichen Kühlergrill zurückgewiesen. Sichtbarer Unterschied war die Farbe: Citroën lieferte den Typ C nur in Gelb aus, Opel nur in Grün. Im Automobilmuseum Aspang in Aspang-Markt in Niederösterreich befinden sich zum Vergleich ein Citroën aus dem Jahr 1922 und ein Opel aus dem Jahr 1927.

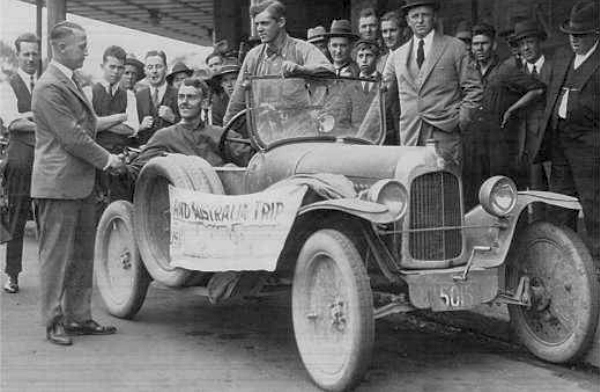
Ankunft des „Bubsy“ in Sydney am 30. Dezember 1925

Der Citroën 5 HP war ein Vorbild an Zuverlässigkeit und Sparsamkeit im Vergleich zu Modellen der Konkurrenz; er war extrem robust, wie die Reise von Bubsy, einem "gebrauchten" Torpedo mit zwei Studenten an Bord zeigen sollte: Er umrundete Australien im Jahre 1925, fuhr 17.000 km in fünf Monaten ohne jedwede Motorprobleme. Der 5 HP war zwar ein Erfolg, aber nicht ausreichend rentabel. Um sich auf die Einführung des „Ganzstahl“-B 14 vorzubereiten, beschloss André Citroën – entgegen der allgemeinen Meinung – die Produktion im Mai 1926 einzustellen. Eine C4-Variante (5 HP) „Ganzstahl“ war vorgesehen, wurde aber wegen zu hoher Kosten aufgegeben. Heute ist der 5 HP der typische Oldtimer der 20er-Jahre. Seinen Erfolg verdankt er der Tatsache, dass er zu seiner Zeit bereits ein immenser kommerzieller Erfolg war und dass es möglich ist, ihn aus historischen und nachgebauten Teilen sehr einfach wieder aufzubauen. Von den 83.000 gebauten 5HP wurden viele zu Nutzfahrzeugen, Traktoren usw. umgebaut. Es wird geschätzt, dass etwa 3000 (4 %) Exemplare bis heute existieren.

## Technik

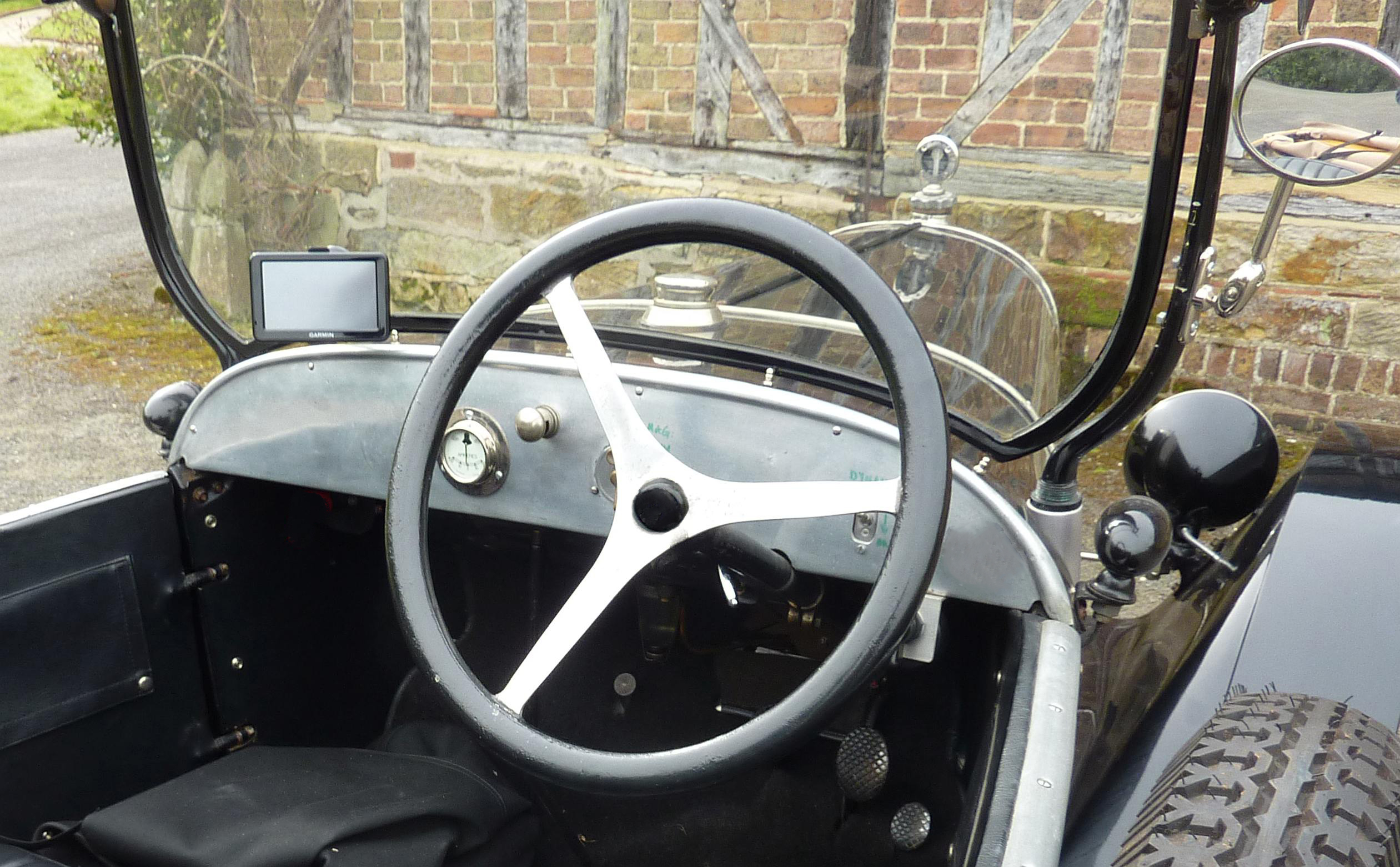
Kontrollen bei Torpedo 1922 …

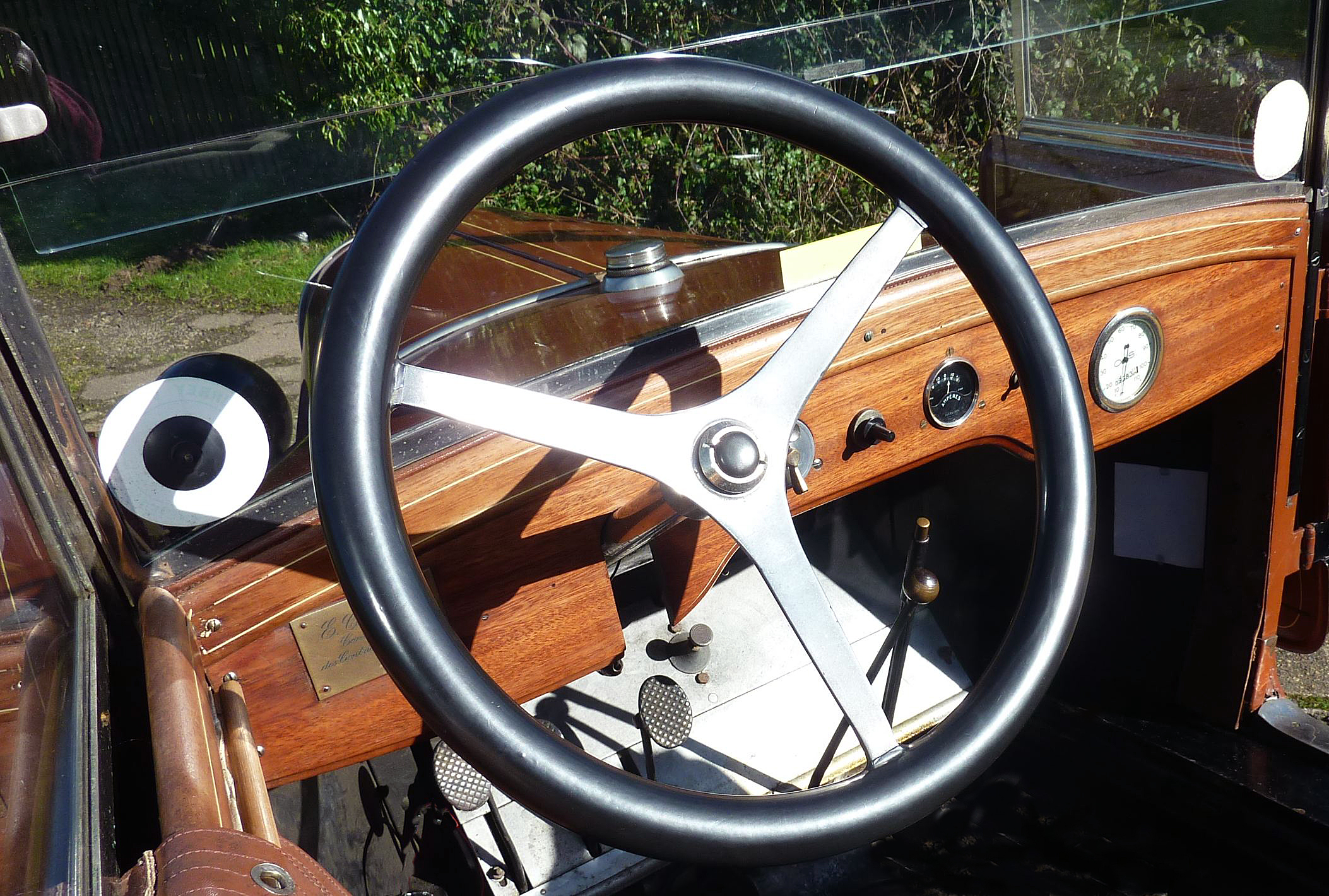
… und am Cabriolet C3

Der kleine Citroën war der Konkurrenz voraus: Er war mit einem Differenzial und einem elektrischen Anlasser ausgestattet, sodass der Wagen als besonders geeignet für Damen beworben wurde, die sensibel auf Fahrkomfort achteten. Das Gewicht von 543 kg entspricht im Wesentlichen dem des Motors, des Getriebes und der Hinterachse. Die Höchstgeschwindigkeit betrug 60 km/h bei einem Kraftstoffverbrauch von 5 l/100 km.
Die 5-HP-Fahrgestelle wurden in der Fabrik in Levallois (einem Vorort von Paris) gefertigt, montiert wurden die Wagen in der Fabrik in Javel; rechtsgelenkte Versionen waren für den französischen Markt (es bestand noch immer eine Nachfrage) und für den Export (England, Commonwealth, Schweden, Argentinien und Australien) erhältlich. Die Karosserie bestand aus einer Holzgerippekonstruktion, auf die die Karosseriebleche genagelt wurden. Es war der letzte Citroën mit einer Karosserie in dieser Gemischtbauweise. Der Wagen hatte nur eine Tür, auf der Beifahrerseite öffnete sie sich nach vorne. Die Scharniere waren unsichtbar (außer beim Cabriolet), und die Vibrationen wurden durch ein Doppelkegelschloss gedämpft, das ein versehentliches Öffnen der Türen verhinderte. Vorserienfahrzeuge hatten eine Motorhaube mit drei Lüftungsschlitzen, in der Serie wurden schnell 16 Lüftungsschlitze eingeführt.
1922 wurde der Kühler aus technischen Gründen in ein Kühlelement und ein vernickeltes Außengehäuse aufgeteilt. Das erste Citroën-Abzeichen auf dem Kühler waren zunächst blaue Chevrons auf vernickelter Basis; später wurden die Farben umgekehrt. Der Vierzylinder-Motor mit 856 cm³ Hubraum hatte eine Bohrung von 55 mm und einen Hub von 90 mm, leistete 8,2 kW (11 PS) und hatte Thermosiphonkühlung (Wasserkühlung mit Naturumlauf).
Ab dem 1. Juni 1925 wurde das Kühlsystem bei allen Modellen durch einen Lüfter verbessert (zuvor nur beim Cabriolet eingebaut). Es gab einen Solex-Vergaser. Die Batteriezündung wurde im März 1923 durch eine Magnetzündung ersetzt. Das Getriebe hatte drei unsynchronisierte Gänge plus einen Rückwärtsgang. Die geraden Zähne der Zahnräder des 1. und 2. Ganges neigten zum „Singen“ und wurden laut, wenn die Zahnräder oder die Lager der Haupt- und Vorgelegwelle verschlissen waren. Deren übermäßiges Spiel führte zu einer Fehlausrichtung der Wellen gegeneinander, wodurch die Zahnräder nur an den Enden der Zähne trugen, was zusätzliche Geräusche und vorzeitigen Verschleiß verursachte. Im 3. Gang waren Ein- und Ausgang direkt gekuppelt.
Wie bei anderen Wagen der damaligen Zeit saß das Gaspedal zentral zwischen der Kupplung und der Bremse. Die Vorderräder waren ungebremst, da das Pedal die Bremstrommel des Getriebes betätigte und ein Handbremshebel nur die Bremsen an den Hinterrädern. Bremsen war nicht die Stärke des Autos; es war notwendig, die Auswirkungen der beiden Bremssysteme zu antizipieren und auszugleichen und gleichzeitig das Risiko eines hinteren Wellenbruchs zu vermeiden. Viele 5 HP wurden modifiziert, um die Getriebebremse und die Hinterradbremsen zu koppeln.

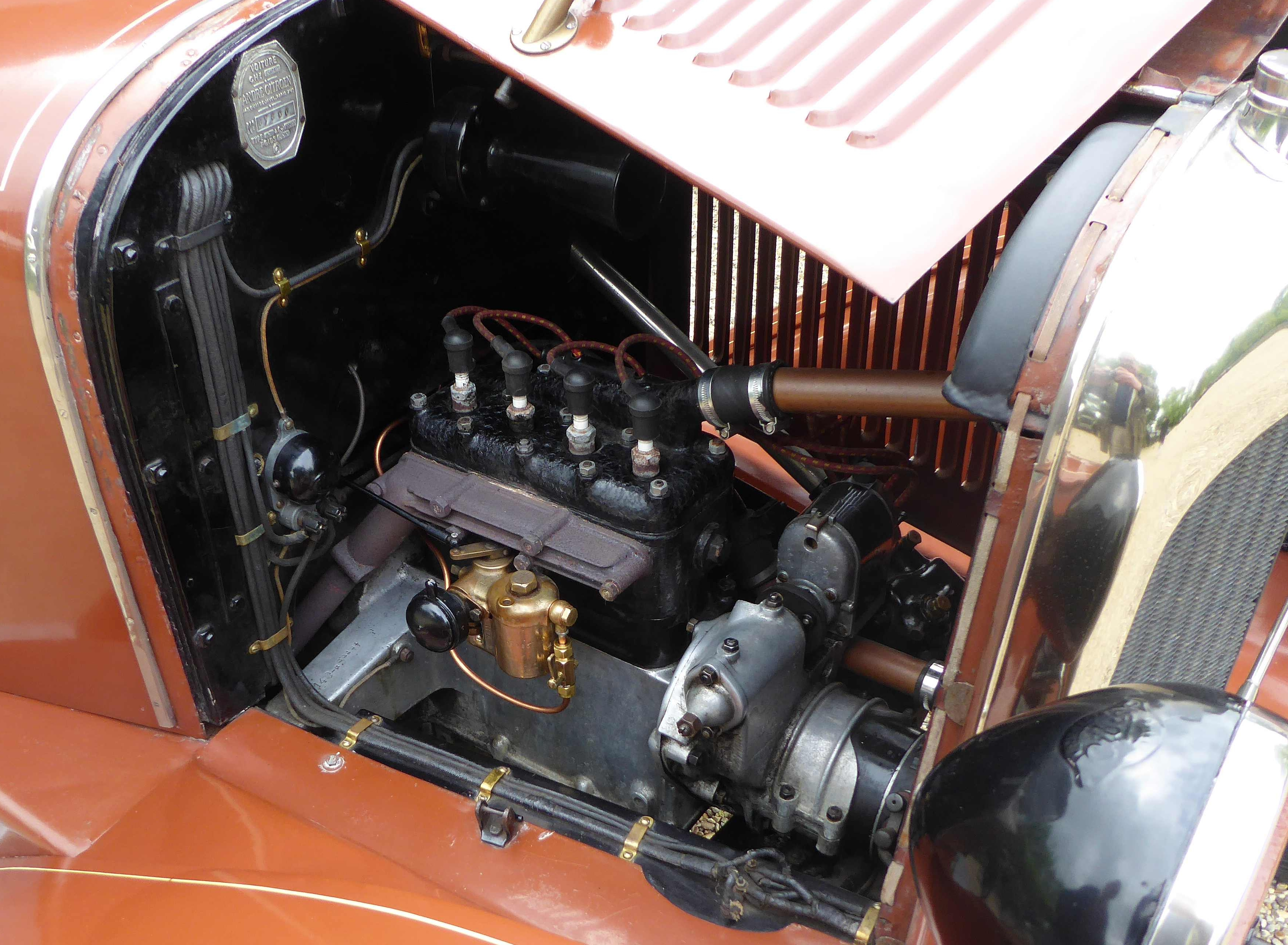
Motor – Solex-Vergaser

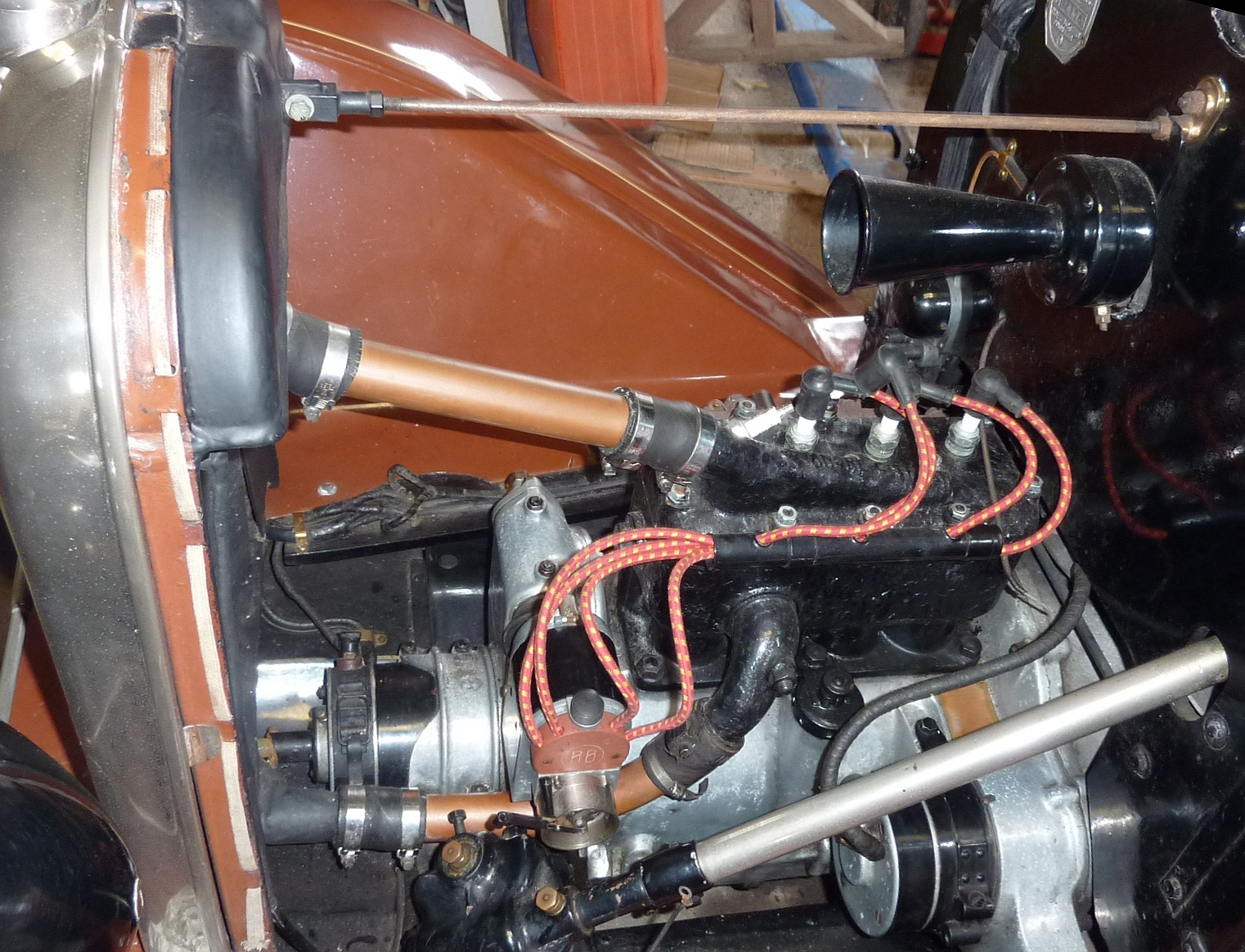
Motor – RB-Magnetzünder

Der Leiterrahmen aus Längsträgern mit C-Profil war trapezförmig ausgeführt und durch Querträger verstärkt. Die starren Achsen waren an vier viertelliptischen Blattfedern aufgehängt. Ab 1925 wurden am schwereren „Cabriolet“ Reibungsdämpfer an der Hinterachse eingebaut. Ende 1923 wurde das kurze Fahrgestell vom Typ C2 um 10 cm von 2,25 m auf 2,35 m verlängert und durch einen zusätzlichen Querträger verstärkt, der das Heck der Karosserie abstützte. Daraus wurde das Fahrgestell mit langem Radstand Typ C3. Mit dem verlängerten Rahmen wurde die neue dreisitzige Version des „Torpedo“ sowie des „Voiture de Livraison“ (Lieferwagen) angeboten. Die Verlängerung ist an dem längeren Abstand zwischen dem Reserverad und dem Heckkotflügel zu erkennen. Dieses Fahrgestell wurde bis zum Ende der Produktion ohne Änderungen hergestellt. Die Hinterachse war vom „Banjo“-Typ mit einer runden oder länglichen (ovalen) Form. Die Zähne der Zahnräder der Hinterachse waren pfeilverzahnt. Ein schräg verzahnter, leichter zu produzierender und robusterer Schrägschnitt wurde ab 1928 als Ersatzteil erhältlich. Am Anfang gab es Michelin-Hochdruckreifen mit Wulstrand („Cablé“-Reifen) in der Größe 700x80, die auf 4 bis 5 bar aufgepumpt wurden, was zu einer mäßigen Straßenlage und einem mäßigen Komfort führte. Sie wurden im Juni 1924 durch 715x115 Michelin „Cablé Confort“ (Ballonreifen) mit niedrigem Luftdruck (2,5 bar) ersetzt, die zunächst als Sonderausstattung angeboten und dann ab Juni auf alle Autos montiert wurden. 11-12x45 mit Drahtreifen auf Felgen erschienen 1927 mit „Confort Bibendum“-Reifen mit niedrigem Druck (1,5 bis 1,75 bar) und wurden als Ersatz für die ursprünglichen Wulstfelgen montiert.
Da der Ausstattungsgrad der 5 CV relativ einfach war, nutzten viele Komponenten-Lieferanten die Gelegenheit, mehrere Lösungen zur Verbesserung des Fahrkomforts oder der Fahrleistung anzubieten, wie zum Beispiel Gepäckträger, Kraftstoffanzeige (OS), Wasserthermometer (Boyer-Meter), Tachometer und Uhr (Jaeger, OS), Stoßdämpfer (Houdaille, Repusseau), Vorderradbremsen (Poulet, Acmos), Motorverbesserungen (Super-Culasse Desprez, Transformationen F. Crespelle, Ruby-Ricardo-Zylinderkopf).

## Modellvarianten

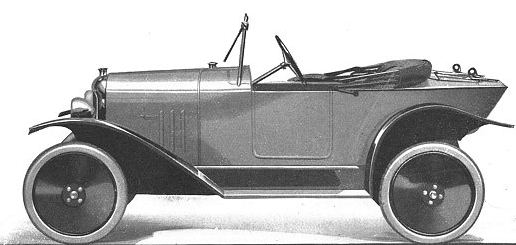
C2 Torpédo Originalversion - Okt. 1921

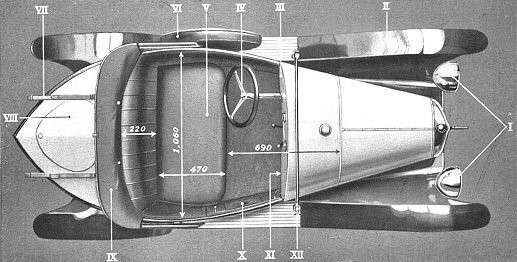
C2 T2 Torpedo Zweisitzer

In den Jahren 1922–23 wurden der „Torpédo“ T2 (Tourer) und das „Cabriolet“ TL als Zweisitzer zunächst auf einem Fahrgestell mit kurzem Radstand (C2) produziert. Die Verlängerung des Fahrgestells (C3) ermöglichte 1924 die Produktion einer Version mit langem Radstand des „Torpédo“ und des „Cabriolet“. Außerdem wurde mit dem „Voiture de Livraison“ VL ein leichtes Nutzfahrzeug angeboten, sowie eine dreisitzige Version des „Torpédo“, zunächst mit einem dritten umklappbaren Sitz, der im Oktober 1924 durch eine weitere dreisitzige Version T3-2 „Trèfle“ (Kleeblatt) ersetzt wurde, die im Fond Platz für einen einzigen Passagier bot.

### Torpédo Zweisitzer T2

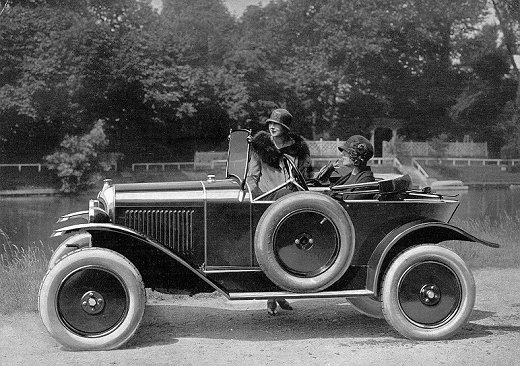
5HP C3 T2 Torpédo Zweisitzer 1924

Von Mai 1922 bis September 1923 wurde der „Torpédo“ auf dem Fahrgestell C2 (Kurzer Radstand) produziert. Ab Oktober 1923 bis Frühjahr 1925 erfolgte die Fertigung mit dem längeren Fahrgestell C3.
Ursprünglich wurde das Fahrzeug in gelb lackiert; mit der Einführung des langen Fahrgestells wurden schließlich auch andere Farben angeboten: Bordeauxrot, Blau oder Havanna (braun). Die Sitzbank wurde zunächst mit schwarzem Kunstleder bezogen, ab der Einführung des Fahrgestells C3 war der Bezug auch in rot oder braun verfügbar. Der Bodenbelag bestand aus Bürstenteppich, in der Tür und neben dem Fahrer befanden sich jeweils Ablagefächer. Das Reserverad wurde auf der Fahrerseite montiert. Türscharniere waren nicht sichtbar. Im Heck des Wagens war ein kleiner Kofferraum, der von oben zugänglich war und mit einem Deckel verschlossen wurde. Neben dem Kofferraumdeckel konnten zwei Stützen angebracht werden, auf die ein Koffer mit den Abmessungen 40 × 80 cm passte. Die Trittbretter waren aus Aluminium gefertigt und mit langen Sicken verstärkt. Sie waren schwarz lackiert, die Oberseite der Sicken war blank poliert. Die Kotflügel und die Karosserie waren aus schwarz lackiertem Blech. Die schwarz lackierten Scheinwerfer mit vernickelten Zierringen waren durch eine verstellbare vernickelte Querstange verbunden. Das Armaturenbrett aus poliertem und bearbeitetem Aluminium war einfach, mit nur einem Strommessgerät und einem kombinierten Schalter für Scheinwerfer und Zündung.
Der Drehpunkt der einteiligen Windschutzscheibe befand sich in ihrem oberen Drittel. Das Cabrioverdeck ließ sich um eine einzige Achse öffnen und war mit wasserdichtem Stoff bespannt. Eine Allwetterausrüstung (Seitenvorhänge) war vorhanden. Die „flachen Kotflügel“ („ailes plates“) wurden für das Modell von 1926 durch „runde Kotflügel“ („ailes rondes“) ersetzt: Es wurden nur sehr wenige solcher Autos hergestellt.

### Torpédo Dreisitzer a Strapontin (mit „Klappsitz“) T3-1

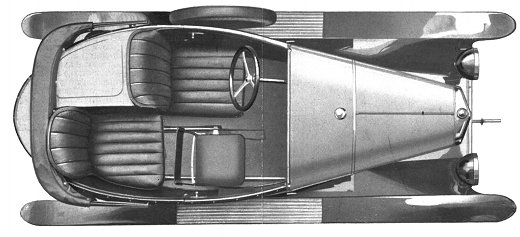
Torpedo T3-1

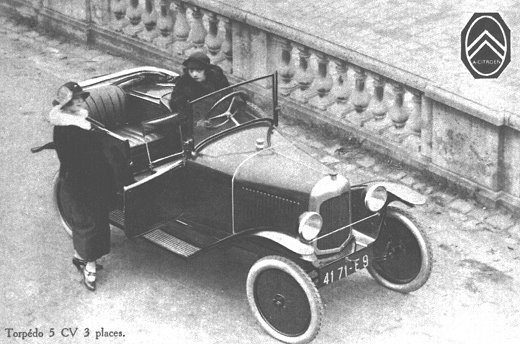
Torpedo T3-1, Katalogfoto 1923

Die Karosserie, die auf dem zweisitzigen „Torpédo“ mit einem nun abgerundeten Heck basierte, wurde vergrößert, um mehr Platz als beim „Torpédo“ T2 zu schaffen. Das Reserverad wurde auf der Fahrerseite montiert. Die Tür wurde im Vergleich zum Modell T2 um 7 cm vergrößert. Das von oben zugängliche und mit einem Deckel verschließbare Kofferraumabteil befand sich hinter dem fest montierten Fahrersitz. Der auf zwei zylindrischen Schienen angebrachte Beifahrersitz konnte hingegen vor- und zurückbewegt werden. Vorne, unter dem Armaturenbrett, befand sich ein klappbarer Sprungsitz, der montiert werden konnte, wenn sich der Beifahrersitz in der hinteren Position befand. Die angebotenen Karosseriefarben waren Bordeauxrot, Blau und Havanna. Eine kleine Anzahl wurde grün (moosgrün) lackiert. Der Kunstlederbezug der Sitze und der Innenausstattung waren in rot, schwarz (für blaues Auto) oder braun gehalten. Der Bodenbelag war schwarzer Bürstenteppich. In der Tür und neben dem Fahrer befanden sich Ablagefächer. Dieses Modell wurde in begrenzterer Stückzahl (rund 8000) hergestellt, da die Kunden die Unbequemlichkeit des Klappsitzes nicht mochten.

### Torpédo Dreisitzer Trèfle (Kleeblatt) T3-2

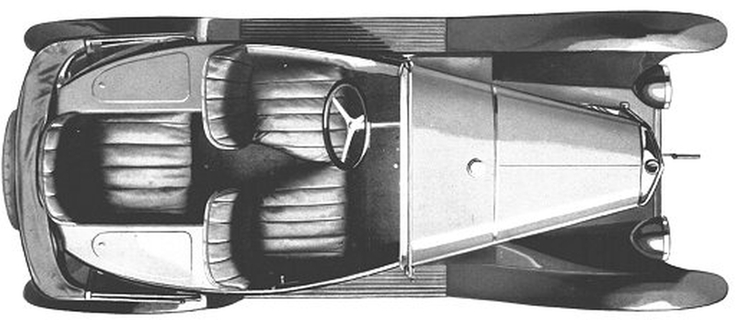
C3 T3-2 Torpedo 3-Sitzer Trèfle

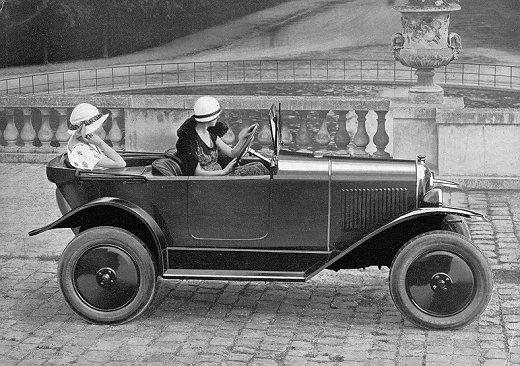
C3 T3-2, Katalogfoto 1924

Dieses Modell, das von Oktober 1924 bis Juni 1926 produziert wurde, ersetzte den dreisitzigen Torpédo T3-1. Vorne befanden sich zwei Einzelsitze, der dritte Sitz befand sich hinten in der Mitte, daher der Spitzname „Torpedo Trèfle“ (Kleeblatt). Ein Durchgang zwischen den Vordersitzen ermöglichte den Zugang zum hinteren Sitz. Rechts und links vom Rücksitz befanden sich zwei kleine Abteile. Sie waren von oben zugänglich und mit einem Deckel verschlossen. Die Karosseriefarbe war bis Dezember 1924 Dunkelbeige, danach wurden auch Bordeauxrot, Kanonenblau und Havanna angeboten. Die Farbe des Kunstleders der Sitze und der Innenausstattung waren rot oder schwarz für rote Wagen, schwarz für blaue Wagen und braun oder schwarz für Wagen aus Havanna. Der Bodenbelag war schwarzer Bürstenteppich. In der Tür und neben dem Fahrer gab es Staufächer. Das Reserverad wurde auf am Heck angebracht.

### Cabriolet TL

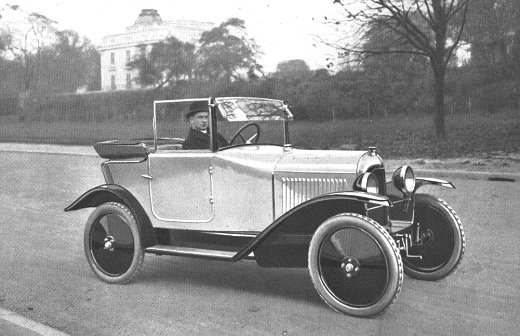
5HP C2 cabriolet TL Oct 1922

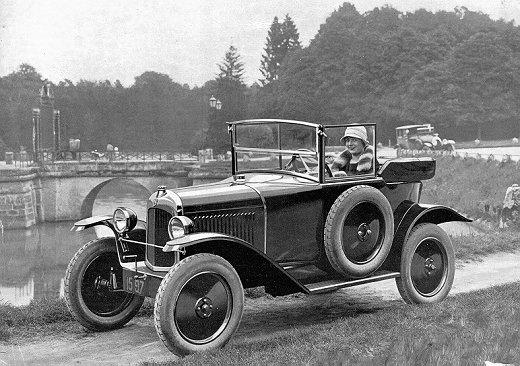
C3 Cabriolet TL, Katalogfoto 1924

Von März 1923 bis September 1923 erfolgte die Produktion des „Cabriolet“ auf dem Fahrgestell C2, von Oktober 1923 bis Juni 1926 auf dem längeren Fahrgestell C3.
Das „Cabriolet“ war luxuriöser und komfortabler als der „Torpédo“, das Heck war das gleiche. Angebotene Karosseriefarben waren bis Mitte 1923 gelb oder Havanna und bis 1926 schließlich neben Havanna auch Bordeauxrot und Kanonenblau. Die kunstlederbezogenen Sitze und die Innenausstattung waren in rot oder schwarz für rote Wagen gehalten, in schwarz für blaue Wagen und in braun oder schwarz für Wagen in Havanna. Der Bodenbelag war schwarzer Bürstenteppich. Das Dach schloss hermetisch ab; es war aus schwarzem Kunstleder, mit einer Stoff-Innenverkleidung und Metallbügeln. Das Dach konnte von innen geöffnet und geschlossen werden. Bei Fahrgestellen mit langem Radstand war das Dach in rotem, braunem oder schwarzem Kunstleder erhältlich. In der Tür und neben dem Fahrer befanden sich Staufächer. Bei den Fahrgestellen mit kurzem Radstand war der Kofferraumdeckel größer als beim Modell T2, was die Anbringung des externen Gepäckträgers nicht zuließ; weil die Kunden sich beschwert hatten, griff man beim Fahrgestell mit langem Radstand wieder auf den kleineren Deckel zurück. Im Inneren, hinter den Sitzen, befand sich eine kleine, mit einem Deckel verschlossene Luke, die den Zugang zum Kofferraum ermöglichte. An der Außenseite war ein T-förmiger Türgriff angebracht. Die Scharniere sind sichtbar. Eine bequeme Sitzbank bot ausreichend Platz für zwei Personen. Bei den ersten Modellen war der Beifahrersitz etwas schmaler, um den Zugang zu erleichtern. Auf dem Fahrgestell mit kurzem Radstand wurde das Armaturenbrett aus poliertem, maschinell bearbeitetem Aluminium gefertigt; auf dem Fahrgestell mit langem Radstand wurde es durch Mahagoni ersetzt, das mit eingelegten Schrankfriesen auf dem Armaturenbrett und Intarsien auf den Leisten unter den Fenstern lackiert wurde. Die beiden Seitenfenster ließen sich hinunterschieben und wurden wie bei den damaligen Eisenbahnwagen mit einem Riemen bedient. Diese Fenster konnten auch bei geöffnetem Verdeck in der hohen Position eingeklinkt bleiben. Die Windschutzscheibe war zweiteilig, der obere Teil öffnete sich nach vorne, um bei starkem Regen mehr frische Luft und etwas Sicht zu ermöglichen.

### Voiture de Livraison (Lieferwagen) VL

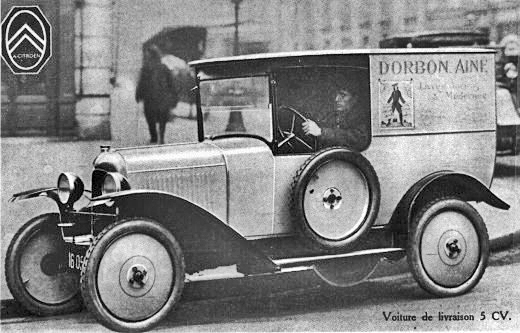
C3 VL

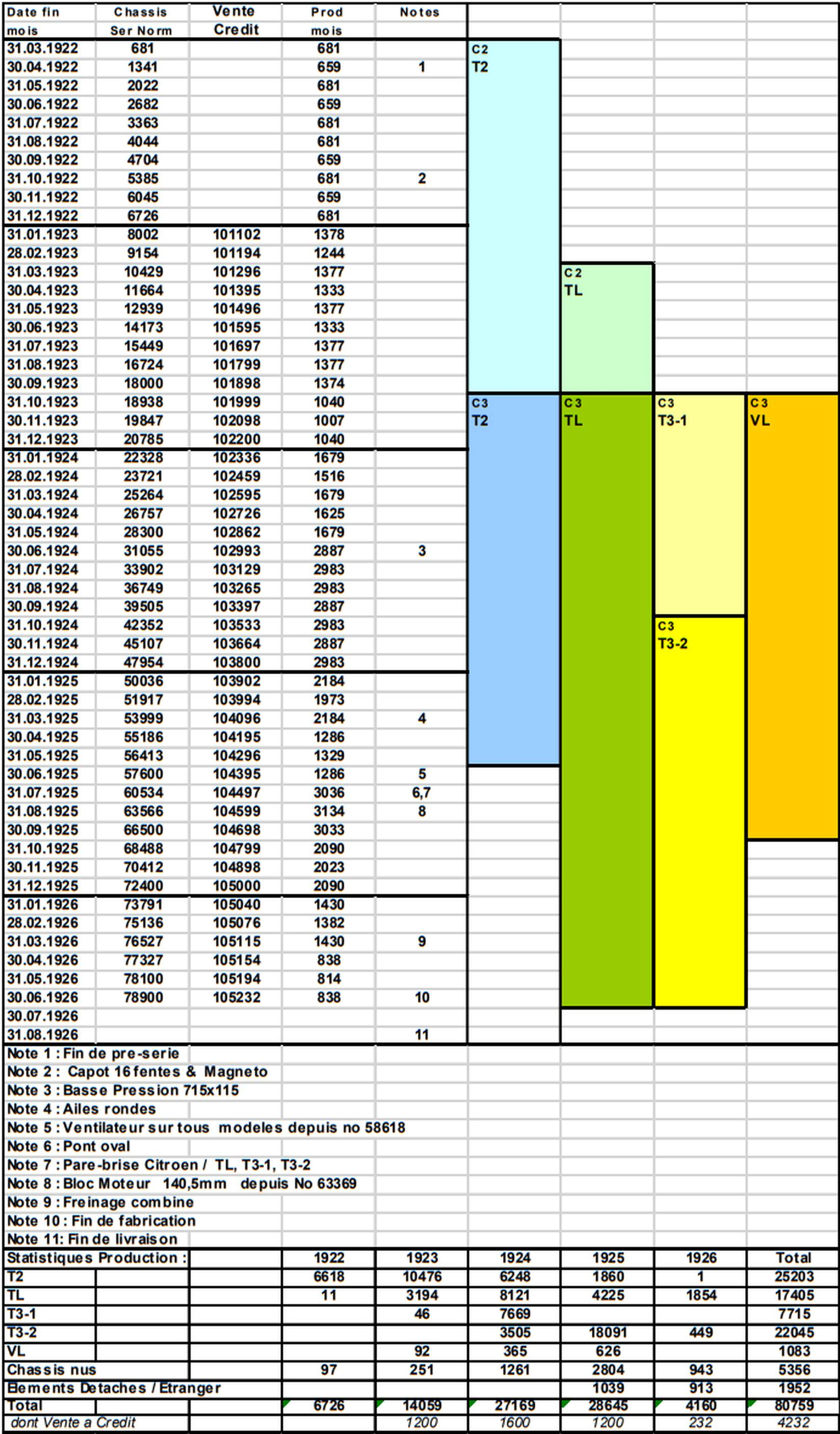
Datation per chassis no per modelplus production stats per year and model

Die Nutzlast des auf dem langen Fahrgestell C3 von Anfang 1924 bis Mitte 1925 produzierten Fahrzeugs betrug 125 kg. Die Innenabmessungen des Laderaums waren 750 mm lang, 1.070 mm breit und 1.070 mm hoch. Der Wagen hatte zwei getrennte Sitze. Der Fahrersitz war fest montiert, das Beifahrerkissen konnte herausgenommen werden. Das Dach war einteilig und bestand aus einem Holzrahmen, der mit Drahtgeflecht, Unterfilz und Moleskin oder Kunstleder bezogen war. In der Tür und neben dem Fahrer wurden Ablagefächer angebracht. Das Armaturenbrett wurde aus schwarz lackiertem Blech gefertigt. Die Handläufe waren aus Aluminium gefertigt und schwarz lackiert. Die Windschutzscheibe war zweiteilig, der obere Teil öffnete sich wie beim Cabriolet nach vorne. Der Nutzraum im Fond wurde mit zwei Schwingtüren ausgestattet. In der vorderen Trennwand der Fahrgastzelle war eine Schiebetür, die die Aufnahme von Lasten mit einer Länge von 1500 mm ermöglichte. Das Fahrzeug hatte nur eine Tür, wahlweise nach rechts oder links, die sich nach vorne öffnete. Auf beiden Seiten befanden sich Vorhänge aus wasserdichtem Segeltuch. Das Fahrzeug wurde in der Farbe Havanna mit einer mit schwarzem Kunstleder bezogenen Inneneinrichtung angeboten. Der Boden war mit Gummi bezogen.

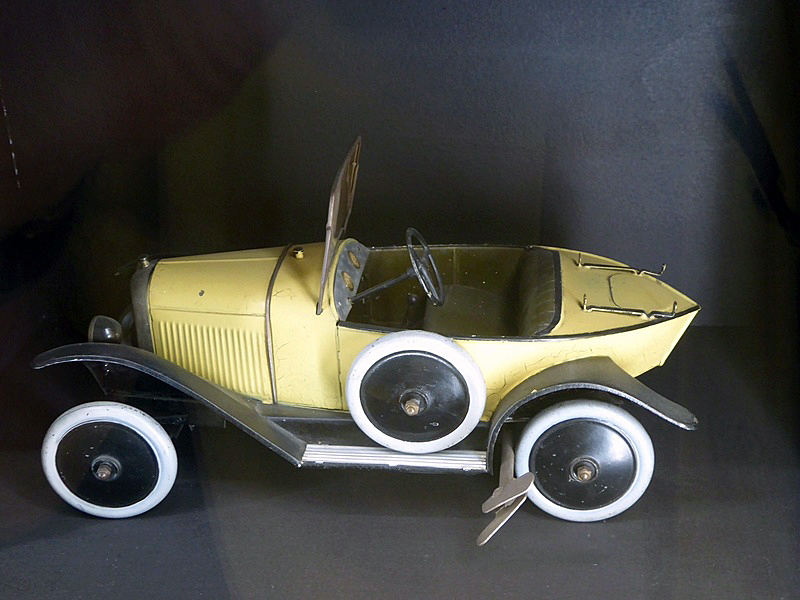
Spielzeug 5HP Torpedo T2
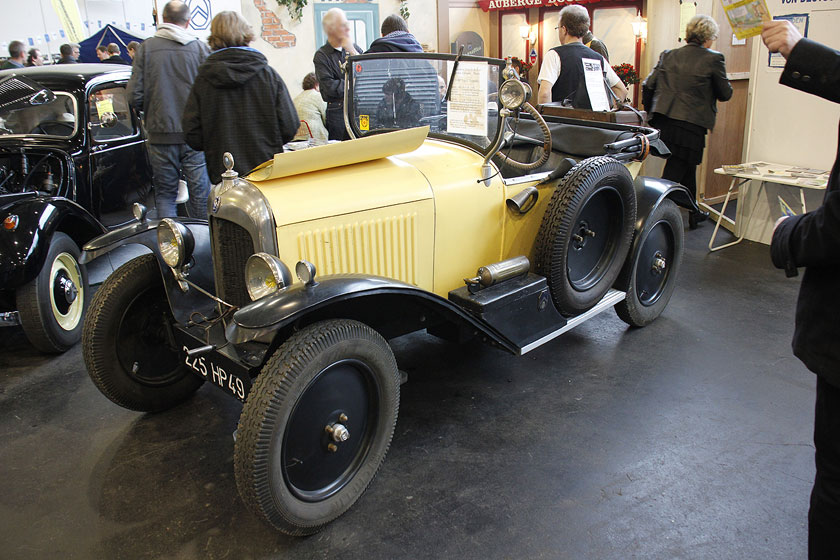
C2 T2 hellgelbe Pampelmuse
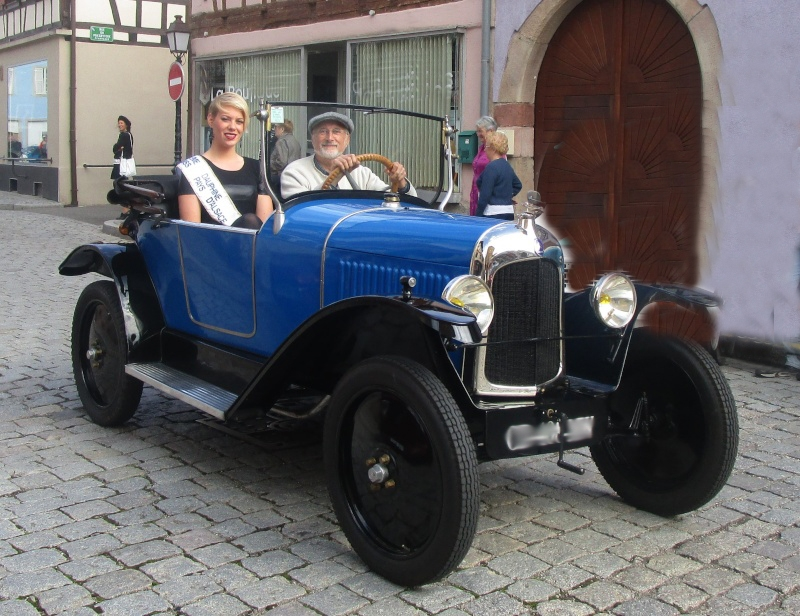
C2 T2 1923
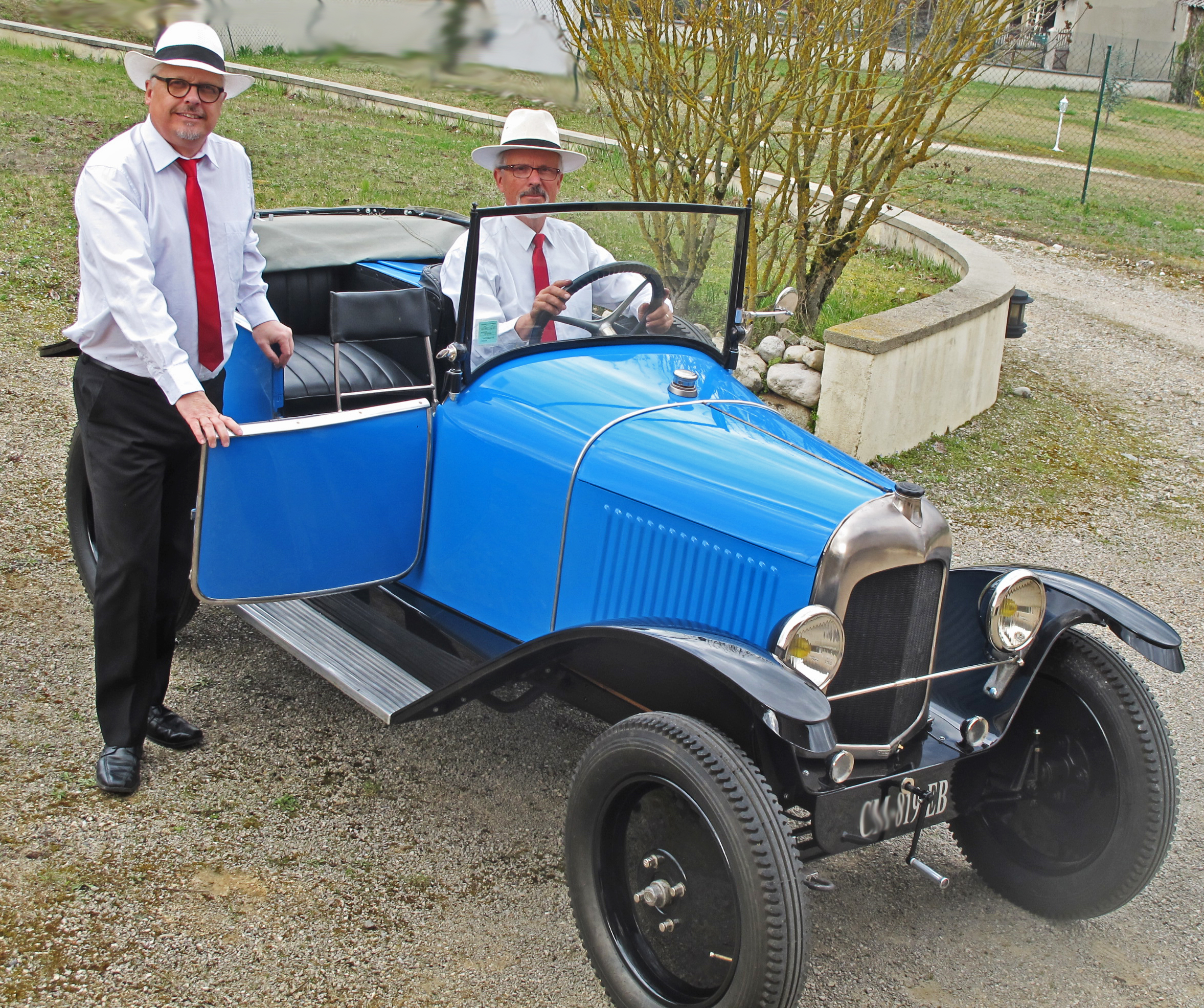
T3-1
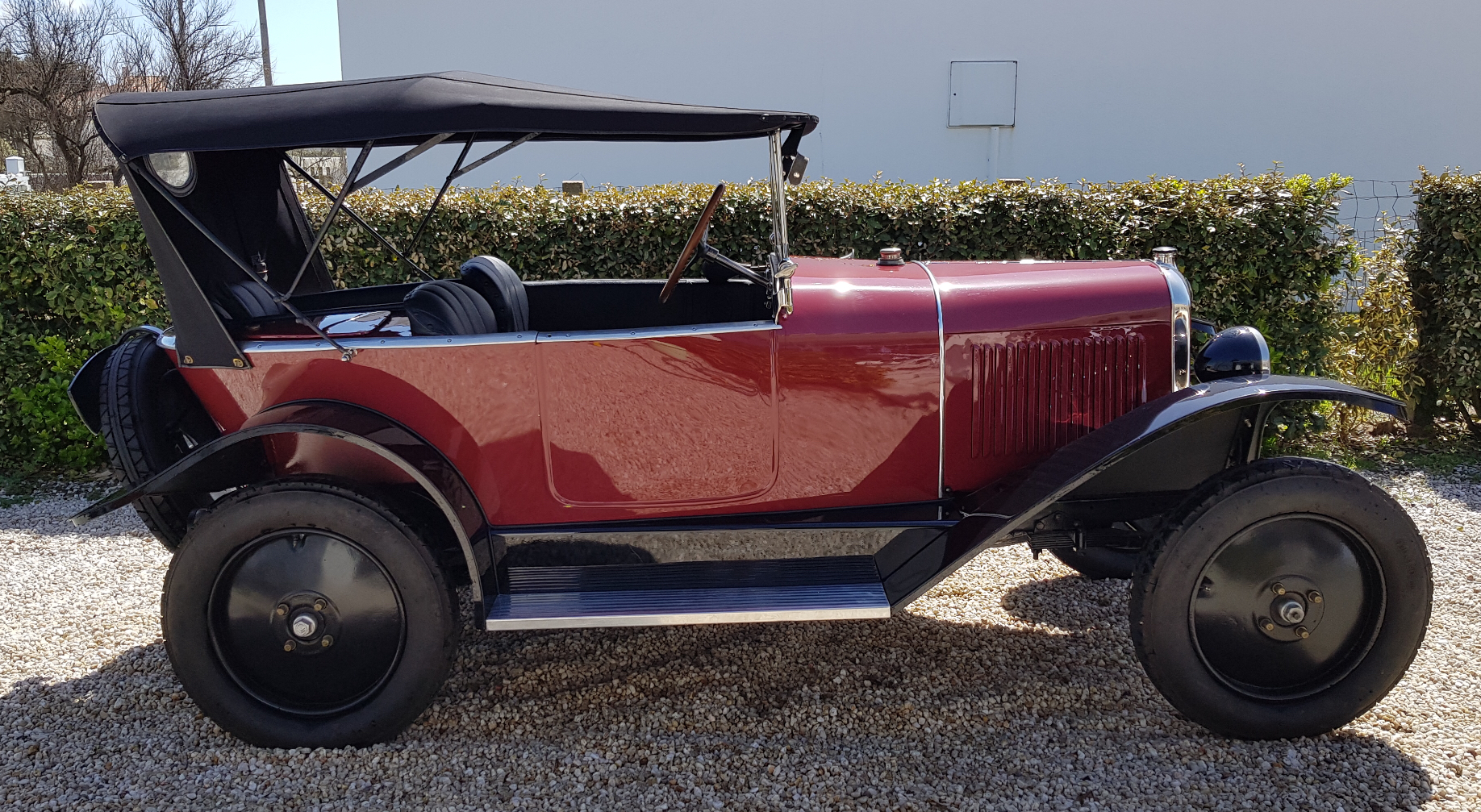
T3-2 1924
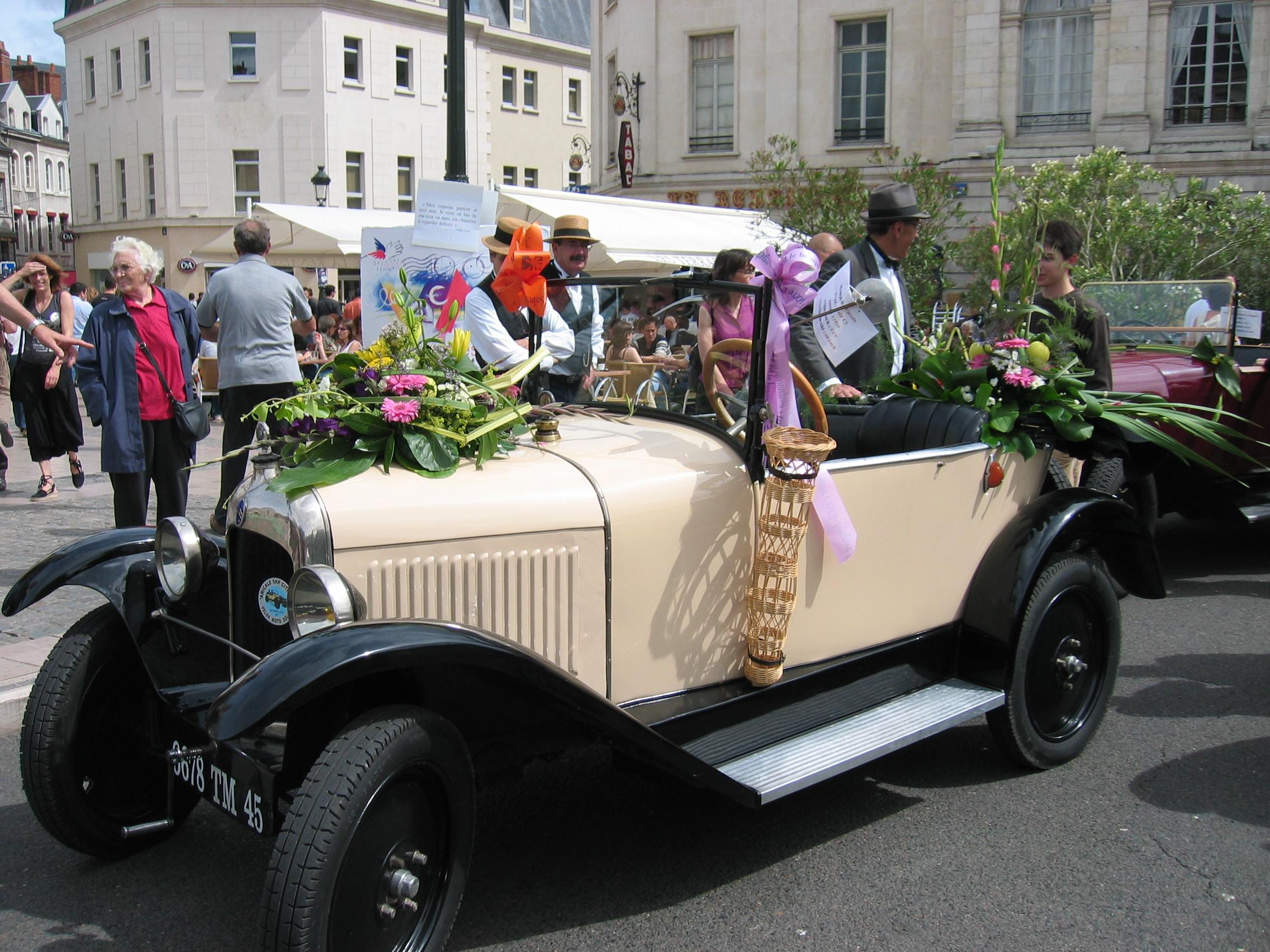
C3 T3-2 Beige
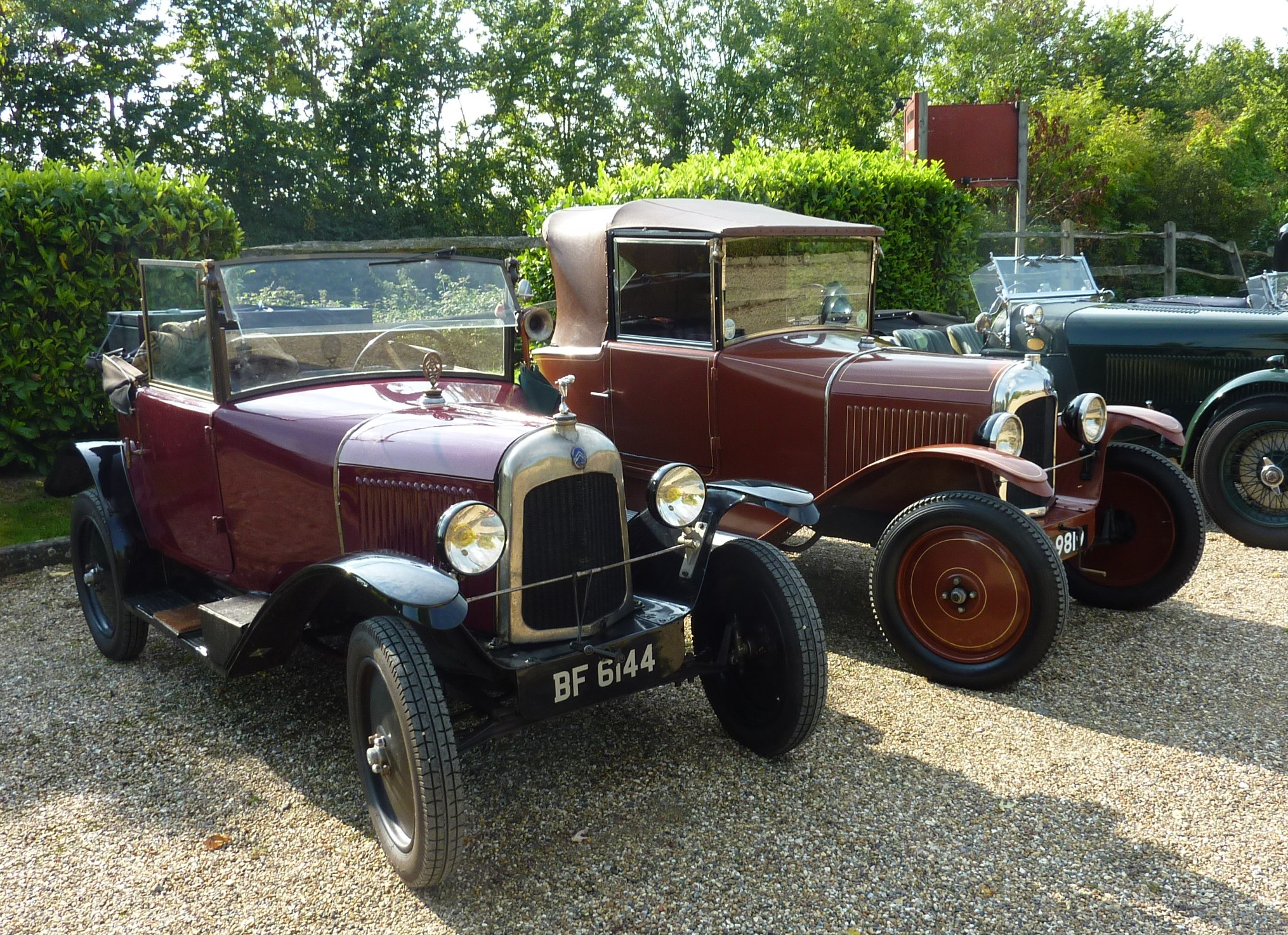
Cabriolets TL 1924
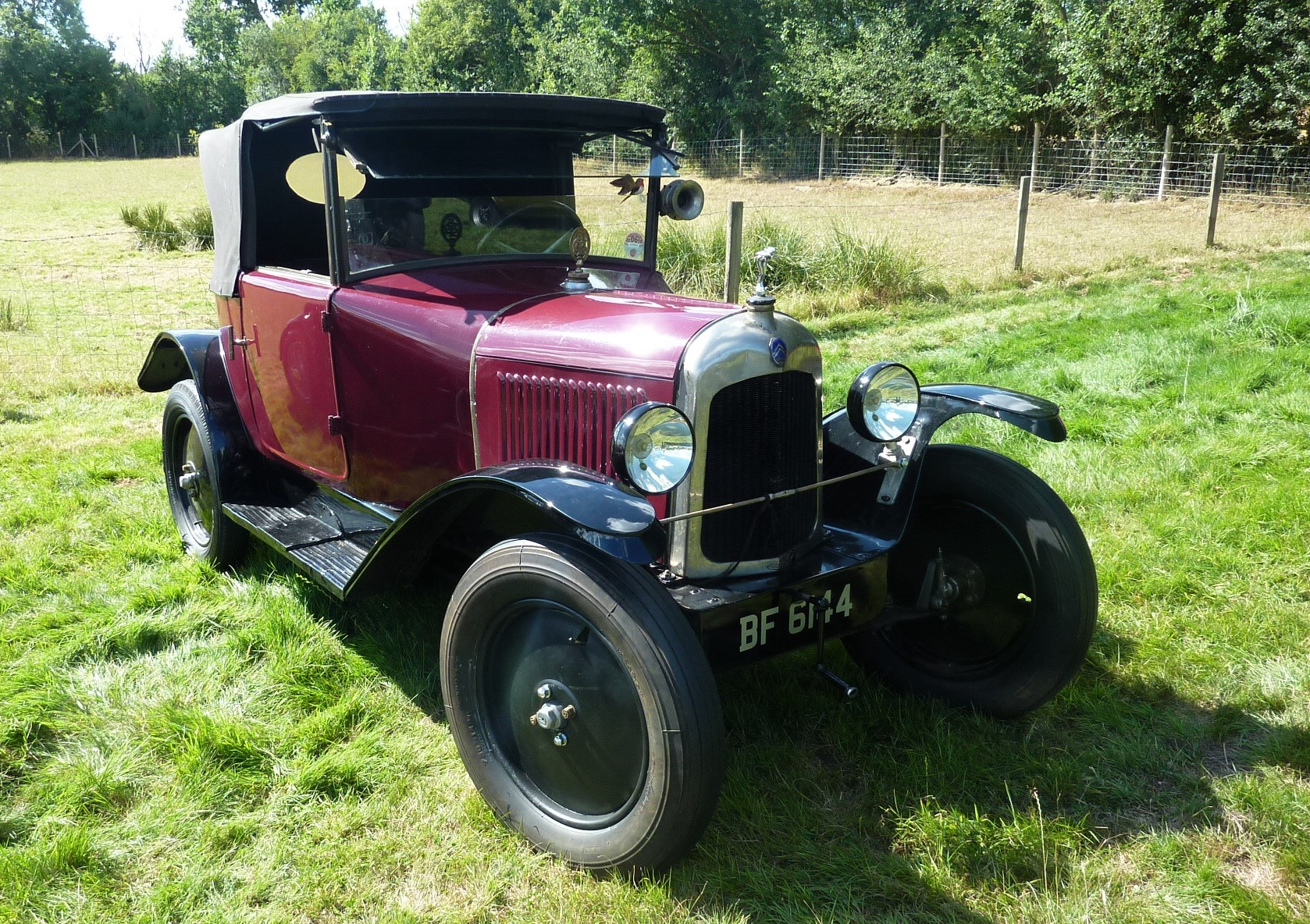
TL Bordeauxrot
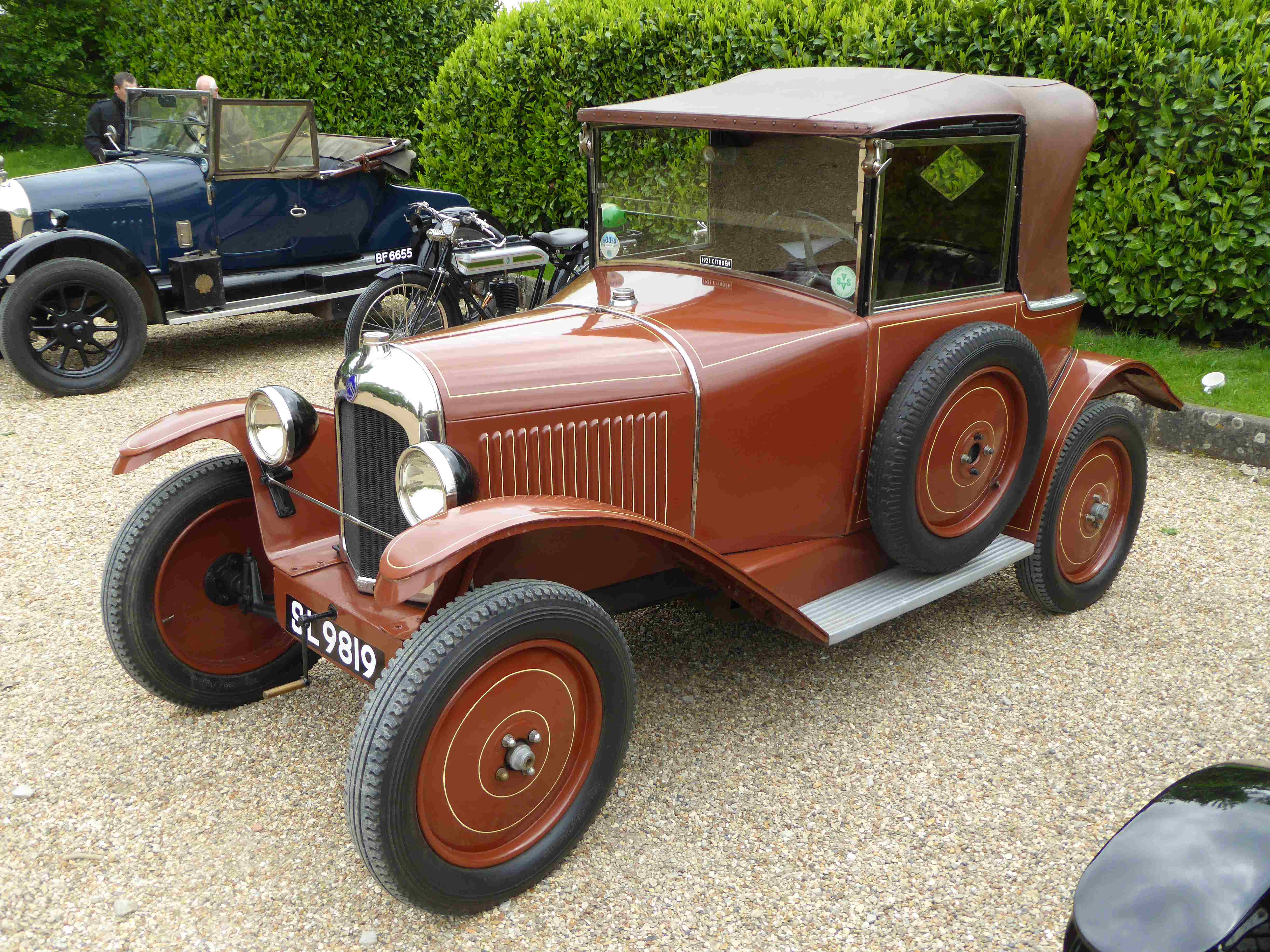
TL Havanna
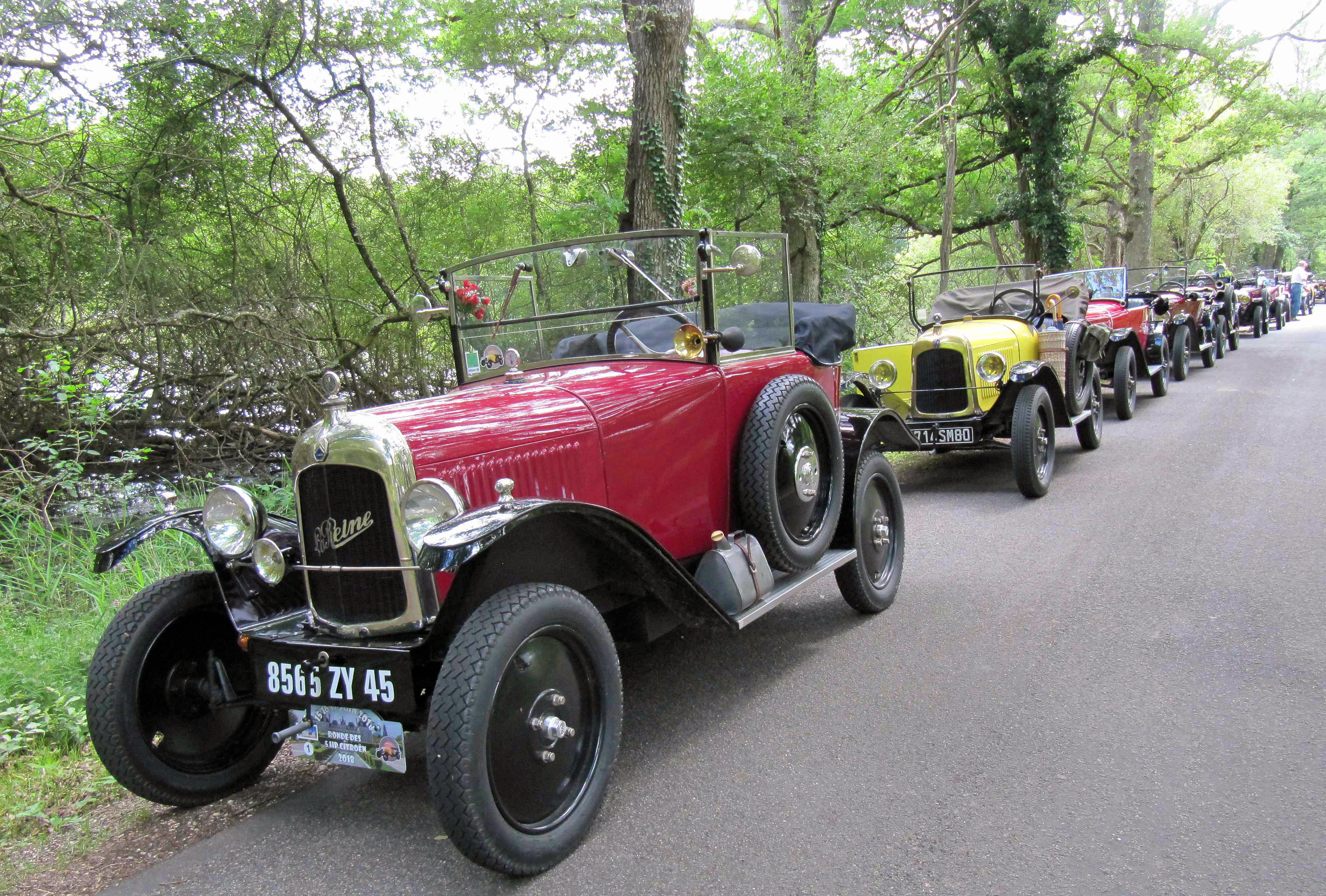
C3 TL 1924
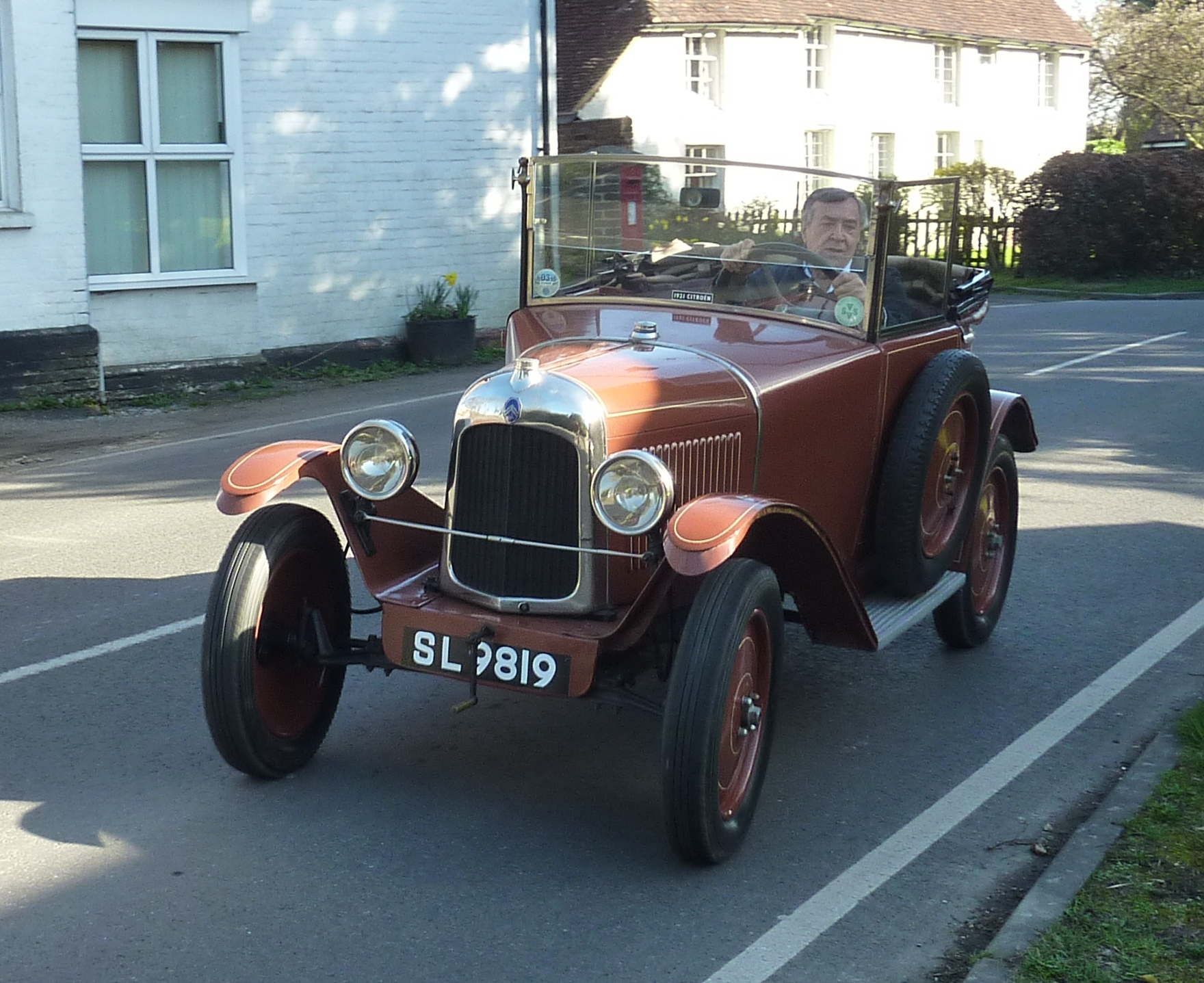
TL Havanna
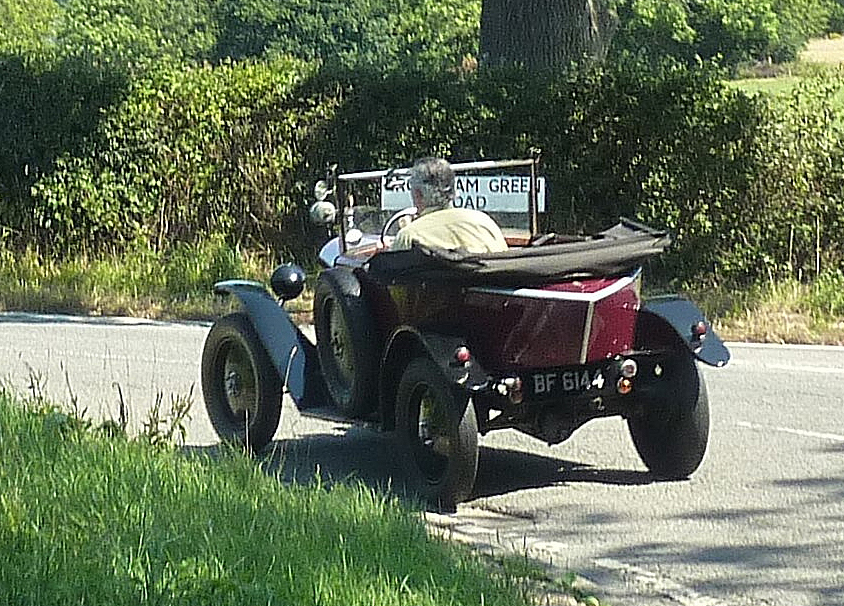
TL
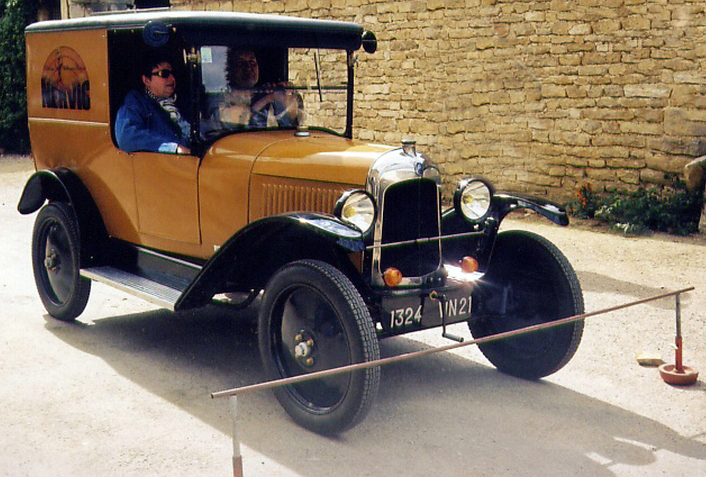
VL Havanna
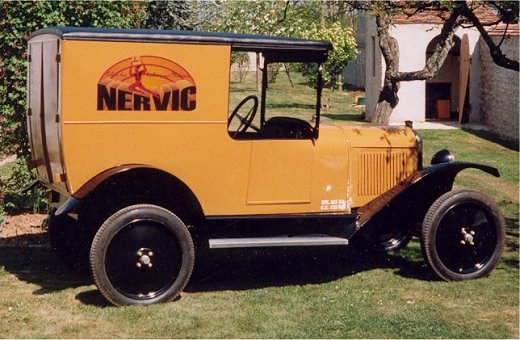
5HP C3 VL, 1924